# Сергил ап Исаи
Сергил ап Исаи (Сервил ап Исаи; валл. Serguil ap Iusay, Serwyl ap Usai; VI век) — король Кередигиона (первая половина VI века).

## Биография
Основными историческими источниками о Сергиле ап Исаи являются валлийские генеалогии (например, «Harleian MS 3859» и Генеалогии Колледжа Иисуса). В них он упоминается как сын Исаи ап Кередига и представитель правившей в Кередигионе династии. Предполагается, что после смерти отца Сергил унаследовал престол этого королевства. Время его правления приблизительно определяется периодом около 530 или 545 года.
В первой половине VI века Кередигион был небольшим королевством в пограничьи Гвинеда и Диведа. Хотя о правителях этих королевств — Майлгуне ап Кадваллоне и Вортипоре — в источниках содержится немало сведений, каких-либо подробных известий о истории Кередигиона времён правления Сергила ап Исаи не сохранилось. Первые достоверные свидетельства о событиях в Кередигионе относятся к периоду не ранее начала VII века.
Преемником Сергила ап Исаи на престоле Кередигиона был его сын Бодги ап Сергил.